# 伊迪斯恩克萊夫 (新墨西哥州)
伊迪斯恩克萊夫（英語：Edith Enclave）是位於美國新墨西哥州伯納利歐縣的普查規定居民點。

## 人口
根據2020年美國人口普查的數據，伊迪斯恩克萊夫的面積為4.00平方千米，當中陸地面積為3.90平方千米，而水域面積為0.10平方千米。當地共有人口211人，而人口密度為每平方千米52.75人。